# Tipula poliocephala
Tipula poliocephala är en tvåvingeart som beskrevs av Alexander 1922. Tipula poliocephala ingår i släktet Tipula och familjen storharkrankar. Inga underarter finns listade i Catalogue of Life.